# Lophocampa androlepia
Lophocampa androlepia är en fjärilsart som beskrevs av Rothschild 1910. Lophocampa androlepia ingår i släktet Lophocampa och familjen björnspinnare. Inga underarter finns listade i Catalogue of Life.